# Trinidad e Tobago ai Giochi della XV Olimpiade
Trinidad e Tobago ha partecipato ai Giochi della XV Olimpiade, svoltisi ad Helsinki, dal 19 luglio al 3 agosto 1952,  
con una delegazione di 2 atleti impegnati in 1 disciplina,
aggiudicandosi 2 medaglie di bronzo.

## Medagliere

### Per discipline
| Sport             | Oro | Argento | Bronzo | Totale |
| ----------------- | --- | ------- | ------ | ------ |
| Sollevamento pesi | 0   | 0       | 2      | 2      |
| Totale            | 0   | 0       | 2      | 2      |

### Medaglie
| Medaglia | Atleta         | Sport             | Evento            |
| -------- | -------------- | ----------------- | ----------------- |
| Bronzo   | Rodney Wilkes  | Sollevamento pesi | Pesi piuma        |
| Bronzo   | Lennox Kilgour | Sollevamento pesi | Pesi mediomassimi |